# 马蒂厄·蒂尔科特
马蒂厄·蒂尔科特（法語：Mathieu Turcotte，1977年2月8日—），加拿大男子短道速滑运动员。他曾代表加拿大参加2002年和2006年冬季奥林匹克运动会短道速滑比赛，获得一枚金牌、一枚银牌和一枚铜牌。